# Kutry zwalczania okrętów podwodnych projektu 918M
Kutry zwalczania okrętów podwodnych projektu 918M (w kodzie NATO: Pilica) – seria polskich kutrów zwalczania okrętów podwodnych zbudowanych w Stoczni Marynarki Wojennej w Gdyni. Okręty te stanowiły rozwinięcie serii kutrów patrolowych projektu 918. Łącznie wybudowano 11 okrętów, które wprowadzono do służby w latach 1977–1983. Zasiliły one Morską Brygadę Okrętów Pogranicza, w której składzie pozostawały do rozwiązania jednostki w 1991 roku. Jako najbardziej wartościowe okręty formacji nie zostały przekazane do nowo powstałej Straży Granicznej, lecz zachowano je w strukturach Marynarki Wojennej wcielając do 16 Dywizjonu Kutrów Zwalczania Okrętów Podwodnych w Kołobrzegu, który należał do 8. Flotylli Okrętów. Okręty wycofano z eksploatacji w Marynarce Wojennej w latach 2005–2006. Uważane były za jedne z najważniejszych okrętów Marynarki Wojennych w czasach swojej służby, dysponującymi dużymi możliwościami zwalczania okrętów podwodnych.

## Historia
Na przełomie lat 60. i 70. XX wieku, do służby w Marynarce Wojennej dla Morskiej Brygady Okrętów Pogranicza (MBOP) wprowadzono nowy typ kutrów patrolowych projektu 918. Ponieważ te jednostki okazały się być bardzo udane, zdecydowano się przystosować je do pełnienia nowych zadań m.in. zwalczania okrętów podwodnych (ZOP). Decyzja ta wynikła także z tendencji do przekazywania zadań dotyczących zwalczania wrogich okrętów podwodnych jednostkom Morskiej Brygady Okrętów Pogranicza. W tym celu opracowano nowy typ kutrów ZOP opartych konstrukcyjnie na kutrach projektu 918. Szósta jednostka z serii projektu 918 otrzymała oznaczenie stoczniowe 918M i wybudowano ją w konfiguracji okrętu zwalczania okrętów podwodnych. Tym samym zrezygnowano z dalszej budowy kutrów projektu 918 w standardowej, patrolowej konfiguracji, dodatkowo zmieniając oznaczenie projektu z 918 na 918M. Zmiany w projekcie obejmowały przede wszystkim dodanie sonaru z holowaną anteną oraz wyrzutni torpedowych.
Pierwsze pięć jednostek serii wprowadzono do służby w latach 1977–1980, w późniejszym czasie, w 1982 roku bandery podniesiono na kolejnych czterech okrętach. Ostatnie dwie jednostki wprowadzono do linii w lutym 1983 roku. Łącznie wybudowano 11 kutrów, które zasiliły Morską Brygadę Okrętów Pogranicza. Po rozformowaniu jednostki, w 1991 roku wszystkie okręty typoszeregu wcielono do nowo powstałego 16 Dywizjonu Kutrów Zwalczania Okrętów Podwodnych w Kołobrzegu, należącego do 8. Flotylli Obrony Wybrzeża.
Proces wycofywania jednostek projektu 918M rozpoczął się w marcu 2005 roku, wycofaniem pierwszych trzech okrętów: KZOP-169, KZOP-173 oraz KZOP-175, a zakończył się 31 marca 2006 roku wycofaniem czterech ostatnich jednostek: KZOP-167, KZOP-168, KZOP-171 i KZOP-174. Tym samym rozformowano 16 dywizjon Kutrów ZOP.
| Zestawienie kutrów ZOP projektu 918M                                                                       | Zestawienie kutrów ZOP projektu 918M | Zestawienie kutrów ZOP projektu 918M | Zestawienie kutrów ZOP projektu 918M |
| Nazwa* | Numer burtowy                        | Wejście do służby                    | Wycofanie ze służby                  |
| --- | ------------------------------------ | ------------------------------------ | ------------------------------------ |
| KZOP-166 (KP-166)                                                                                          | 166                                  | 23 kwietnia 1977                     | 30 maja 2005                         |
| KZOP-167 (KP-167)                                                                                          | 167                                  | 28 stycznia 1978                     | 31 marca 2006                        |
| KZOP-168 (KP-168)                                                                                          | 168                                  | 28 stycznia 1978                     | 31 marca 2006                        |
| KZOP-169 (KP-169)                                                                                          | 169                                  | 10 lutego 1979                       | 24 marca 2005                        |
| KZOP-170 (KP-170)                                                                                          | 170                                  | 7 sierpnia 1980                      | 30 maja 2005                         |
| KZOP-171 (KP-171)                                                                                          | 171                                  | 8 stycznia 1982                      | 31 marca 2006                        |
| KZOP-172 (KP-172)                                                                                          | 172                                  | 7 maja 1982                          | 30 maja 2005                         |
| KZOP-173 (KP-173)                                                                                          | 173                                  | 22 lipca 1982                        | 24 marca 2005                        |
| KZOP-174 (KP-174)                                                                                          | 174                                  | 22 września 1982                     | 31 marca 2006                        |
| KZOP-175 (KP-175)                                                                                          | 175                                  | 7 stycznia 1983                      | 24 marca 2005                        |
| KZOP-176 (KP-176)                                                                                          | 176                                  | 24 lutego 1983                       | 30 maja 2005                         |
| *Za czasów służby w MBOP okręty nosiły nazwy „KP”, po przejęciu przez 16. DKZOP nazwy zmieniono na „KZOP”. |                                      |                                      |                                      |

## Konstrukcja

### Opis ogólny

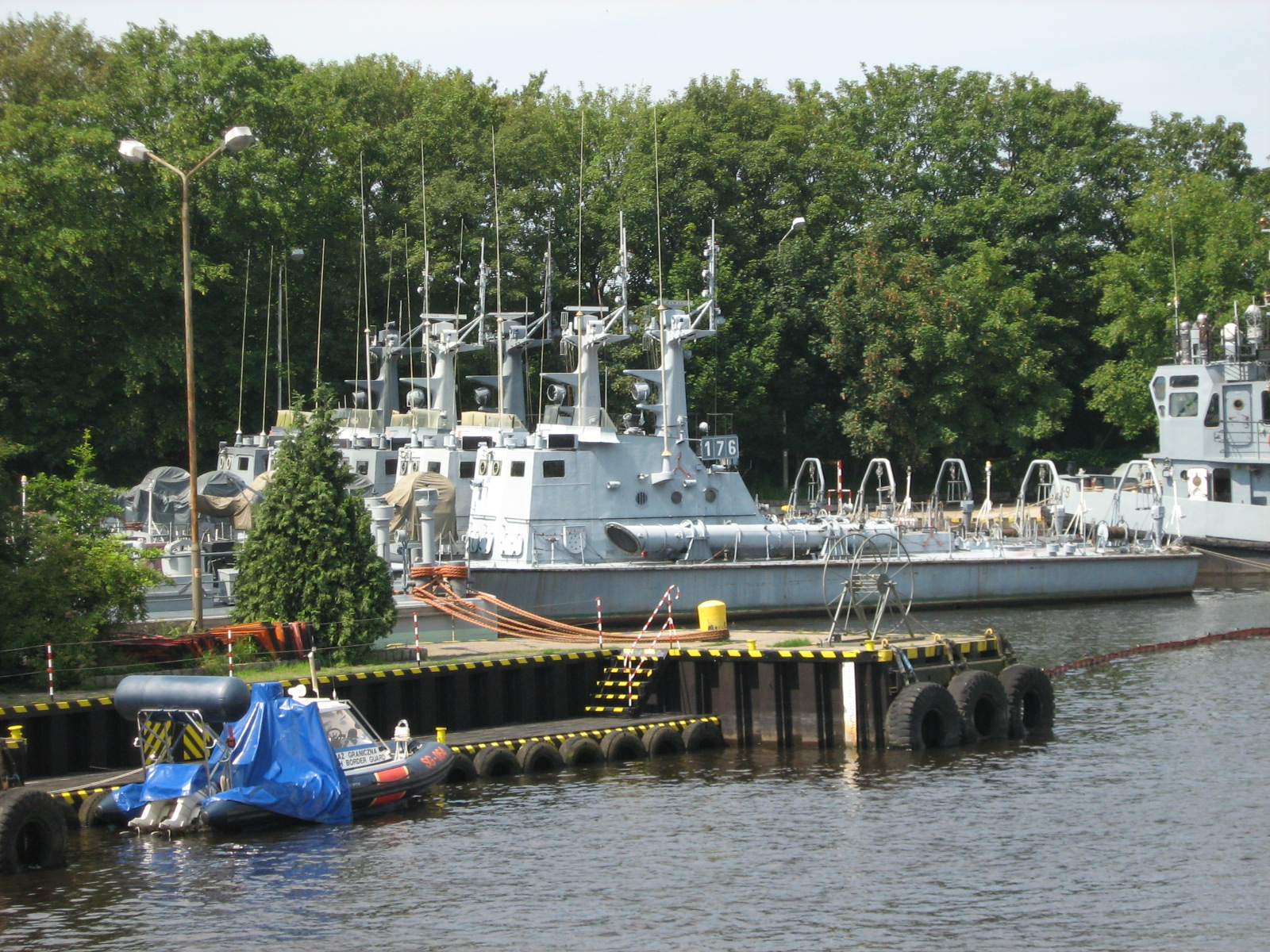
Wycofane kutry na terenie Portu Wojennego Kołobrzeg. Na burtach widoczne są wyrzutnie torpedowe, natomiast na rufach znajdują się rampy z koszem dla stacji hydrolokacyjnej (2007 rok).

Jednostki projektu 918M były kutrami zwalczania okrętów podwodnych zbudowanymi w układzie jednokadłubowca o klasycznej konstrukcji. Jednostki miały długość 28,85 m i szerokość 5,8 m, natomiast ich zanurzenie wynosiło 1,36 m. Wyporność standardowa kutrów wynosiła 85,6 t, normalna 86,88 t, zaś maksymalna 93,03 t. Kadłub jednostek był w całości stalowy, spawany, z poprzecznym układem wiązań. Konstrukcja jednostek zapewnia im możliwość pracy przy 5° w skali Beauforta. Autonomiczność okrętów projektu wynosiła 5 dób. Załoga liczyła 12 oficerów i marynarzy.
Konstrukcja kadłuba dzieliła się na sześć przedziałów wodoszczelnych oddzielonych od siebie za pośrednictwem pięciu grodzi. W pierwszym przedziale od dziobu znajdował się skrajnik dziobowy, skrzynia łańcuchowa oraz magazynek sprzętu bosmańskiego. Do pomieszczenia można było dostać się wyłącznie poprzez właz znajdujący się na pokładzie. W drugim przedziale znajdowało się pomieszczenie mieszkalne dla ośmiu marynarzy oraz podpodłogowy zbiornik słodkiej wody o pojemności 2,2 tony. Przedział trzeci zajmowany był przez pomieszczenie dowódcy okrętu, kabinę dwóch chorążych oraz kabinę dwóch podoficerów. Dodatkowo w przedziale znajdował się magazynek oraz pomieszczenie kompasu żyroskopowego. W przedziale czwartym ulokowano wejście do przedziału napędowego z pokładówki, przedział siłowni oraz zbiorniki paliwa. Dodatkowo w przedziale tym było pomieszczenie anteny stacji hydrolokacyjnej. Przedział piąty zajmowany był przez ośmioosobową mesę oraz magazyn dla 2000 sztuk amunicji. W ostatnim, szóstym przedziale znajdował się skrajnik rufowy z maszyną sterową, dodatkową, ręczną maszyną sterową pełniącą funkcje awaryjne i pomieszczenie na sprzęt awaryjny.
Okręty miały zmodyfikowaną pokładówkę, która była krótsza oraz zakończona bardziej skośnie niż ta stosowana na jednostkach projektu 918. Wykonano ją w całości z hydronalium i składa się z dwóch części. Część rufowa pokładówki, która była niższa od części dziobowej, stanowiła podwyższenie pomieszczeń znajdujących się w kadłubie na śródokręciu. Rufowa część pokładówki umiejscowiona była nad przedziałem siłowni i tworzy szyb maszynowy. Dodatkowo była ona demontowalna, co pozwalało łatwiej wymienić urządzenia maszynowe w postaci silnika głównego lub agregatów prądotwórczych. W części dziobowej pokładówki ulokowano sterówkę z kabiną nawigacyjną, kabinę hydrolokacji oraz instalację sanitarną. Na dachu pokładówki znajdowało się otwarte Główne Stanowisko Dowodzenia (GSD) oraz maszt kolumnowy, na którym zamontowano m.in. światła nawigacyjne, światła sygnałowe, radar nawigacyjny oraz radionamiernik.

### Siłownia okrętowa
Siłownia okrętowa znajdowała się na śródokręciu w przedziale czwartym. Napęd składał się z trzech silników wysokoprężnych M50F7, które generowały moc nominalną wynoszącą 1000 KM każdy przy 1700 obr./min oraz moc maksymalną wynoszącą 1200 KM każdy przy 1850 obr./min. Były to jednostki czterosuwowe o dwunastu cylindrach w układzie widlastym. Każdy z silników zblokowany był z przekładnią redukcyjno-nawrotną i napędzał swoją linię wału. Każdy z kutrów miał trzy linie wałów. Każda linia zakończona była pojedynczą, trójpłatową śrubą napędową. W dziobowej części siłowni znajdowały się dwa silniki główne, natomiast w jej części rufowej jeden silnik oraz dwa zespoły prądotwórcze. Pozostałe miejsce w przedziale zajmowane było przez pozostałe mechanizmy okrętu. Sterowanie pracą siłowni, a dokładniej silników głównych i wspomagających je urządzeń, odbywać się mogło ze sterówki za pośrednictwem pulpitu kontrolno-sterowniczego pracy siłowni. Spaliny wyrzucane były przez otwory w burtach, jednak przed ich opuszczeniem były one mieszane z wodą za pośrednictwem wtrysków w przewodach spalinowych, w celu ich schłodzenia.
Energię elektryczną wytwarzały dwa zespoły prądotwórcze ZE-266/E51 o mocy 31 kW każdy. Każdy z zespołów składał się z prądnicy prądu przemiennego oraz silnika wysokoprężnego Leyland SW-266/E51 o mocy 50 KM przy 1500 obr./min. Sterowanie okrętem odbywało się za pośrednictwem trzech sterów napędzanych przez elektromechaniczną maszynę sterową. Tak skonfigurowany układ napędowy pozwalał na osiągnięcie maksymalnej prędkości wynoszącej 27,8 węzła oraz zasięgu 340 Mm.

### Wyposażenie elektroniczne i uzbrojenie
Na wyposażenie służące do poszukiwania okrętów podwodnych składała się stacja hydrolokacyjna o zmiennej głębokości holowania MG329M. Antena stacji wysuwana była w specjalnym koszu z rufowej rampy wypadowej. Okręty te początkowo wyposażono w radar nawigacyjny TRN-311, który z czasem zastąpiony został przez nowocześniejszy SRN-301. Na dodatkowe wyposażenie elektroniczne jednostek składał się m.in. radionamiernik cyfrowy ARC-1402, echosonda pionowa SP-4301 oraz radiostacje i radiotelefony.
W skład wyposażenia służącego zwalczaniu okrętów podwodnych wchodziły dwie pojedyncze wyrzutnie torpedowe OTAM-53 kal. 533,3 mm dla torped elektrycznych SET-53M. Wyrzutnie ulokowane były po jednej na każdej burcie. Jednostki nie miały zapasu dodatkowych torped, każda z nich była w stanie przenosić tylko dwie torpedy w wyrzutniach. Torpedy SET-53M to naprowadzane sonarem pasywnym radzieckie ciężkie torpedy (o masie 1480 kg) z napędem elektrycznym, przeznaczone do zwalczania okrętów podwodnych. Osiągały one prędkość 23 węzły i były w stanie zwalczać jednostki zanurzone maksymalnie do 200 m i w odległości około 8 km od miejsca wystrzelenia torpedy.
Uzbrojenie artyleryjskie stanowiła początkowo radziecka, dwulufowa armata 2M-3M kal. 25 mm umiejscowiona na dziobie jednostek. Zestaw ważył 1515 kg i był obsługiwany przez jednego żołnierza, który zajmował miejsce wewnątrz wieżyczki. Zapewniała ona możliwość ostrzału w promieniu 360° przy kątach elewacji od -12° do +85°. Maksymalny zasięg zwalczania celów powietrznych wynosił 2500 m, zaś maksymalny pułap celu to 1700 m. W drugiej połowie lat 80. XX wieku wymieniono ją na nowocześniejszy zestaw krajowej produkcji ZU-23-2M Wróbel. Zestaw ten składał się z dwóch, sprzężonych ze sobą armat kal. 23 mm. Była to morska armata przeciwlotnicza opracowana w latach 70. XX wieku w Zakładach Mechanicznych „Tarnów”. Cały zestaw ważył 2500 kg, obsługiwany był przez jednego żołnierza znajdującego się w środku. Zapewniała ona możliwość ostrzału w promieniu 360° przy maksymalnych kątach wychylenia lufy wynoszącymi od -10° do +88°. Zasięg maksymalny zwalczanych celów nawodnych wynosił 2000 m, natomiast celów powietrznych 2500 m.

## Służba

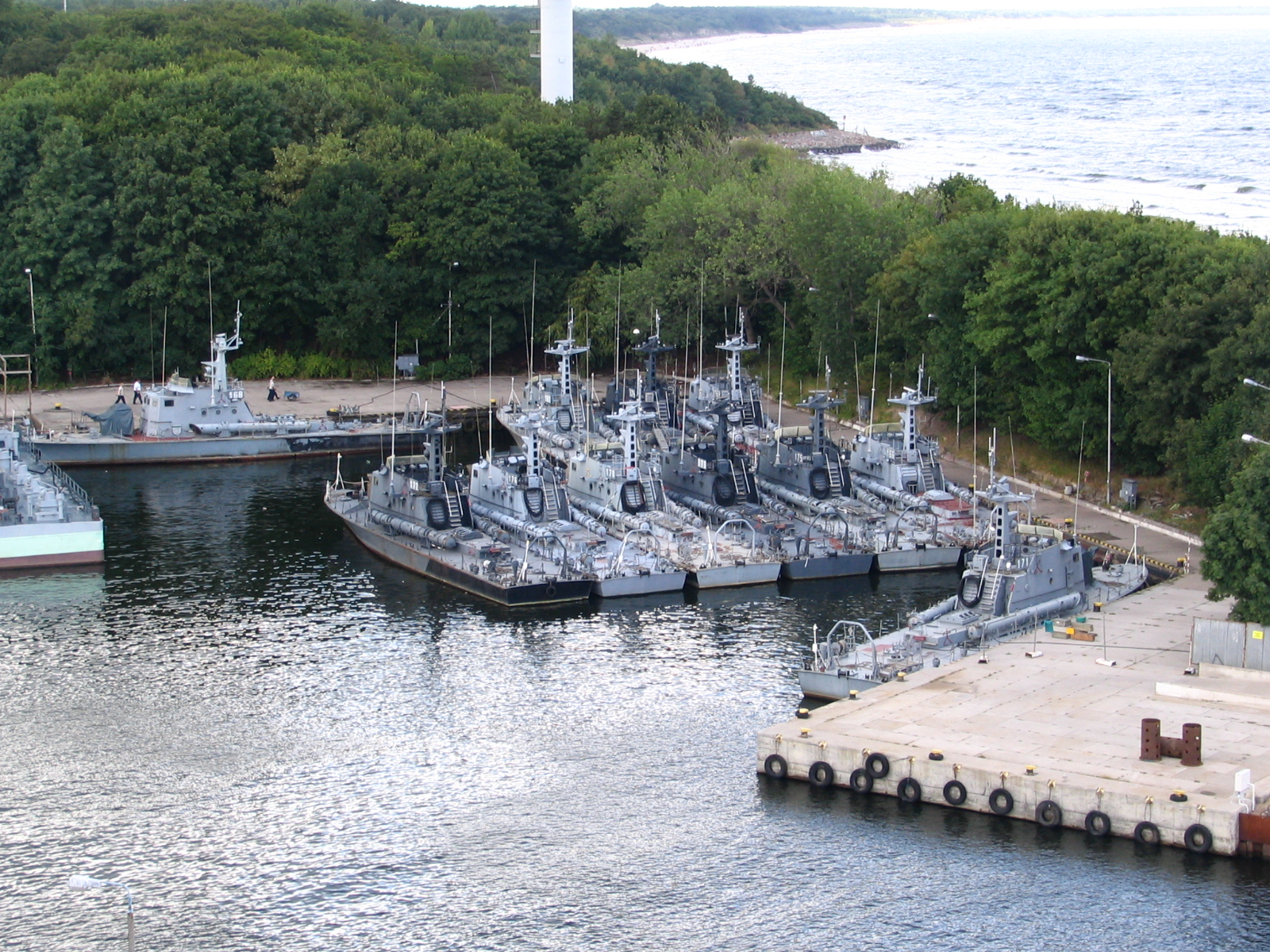
Wszystkie 11 kutrów proj. 918M znajdujące się w Porcie Wojennym w Kołobrzegu, po wycofaniu ze służby (sierpień 2006 roku)

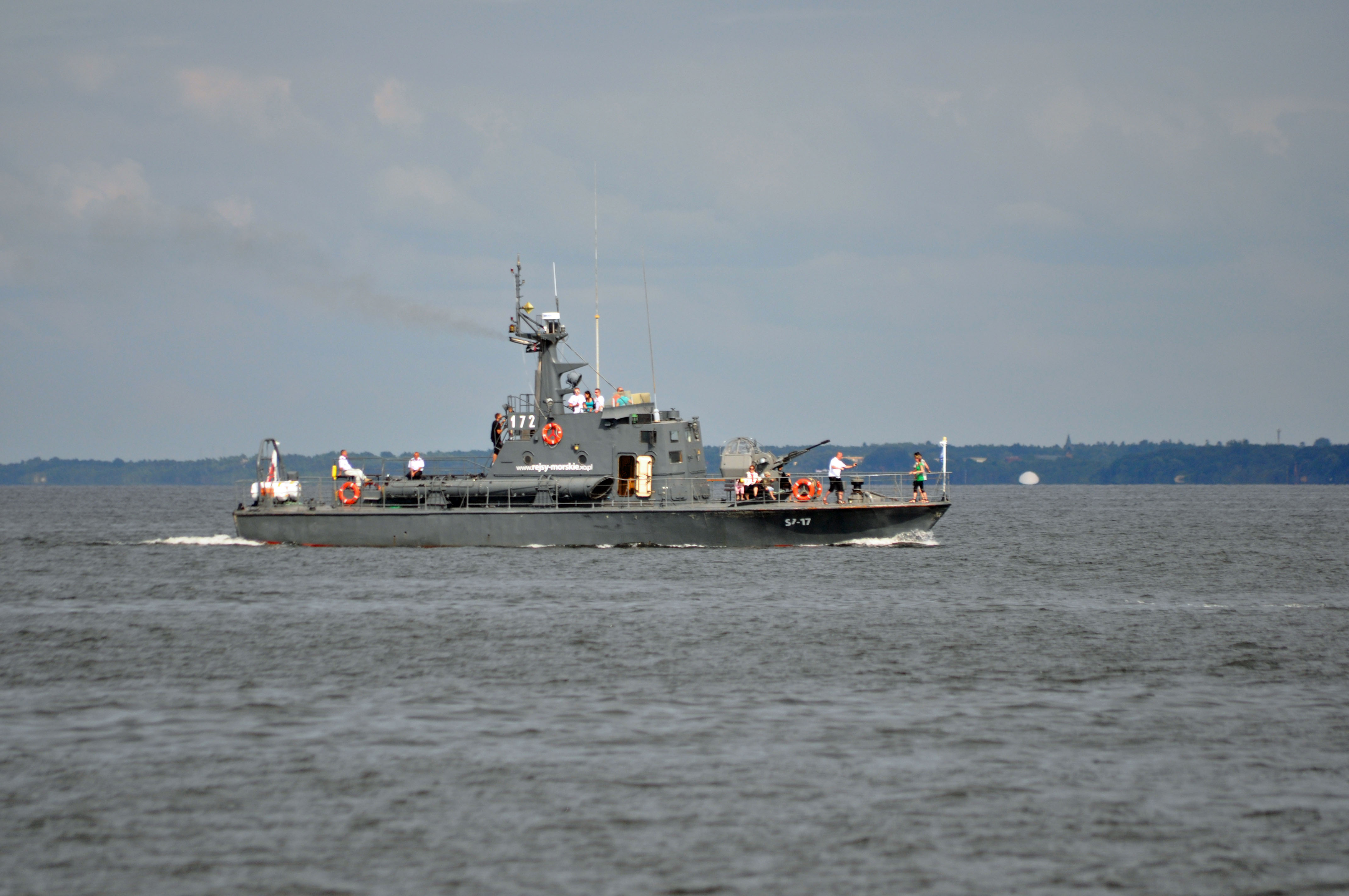
Cywilny Czsz-172, dawny KZOP-172 w czasie rejsu wycieczkowego z turystami po redzie portu morskiego w Kołobrzegu (2011 rok)

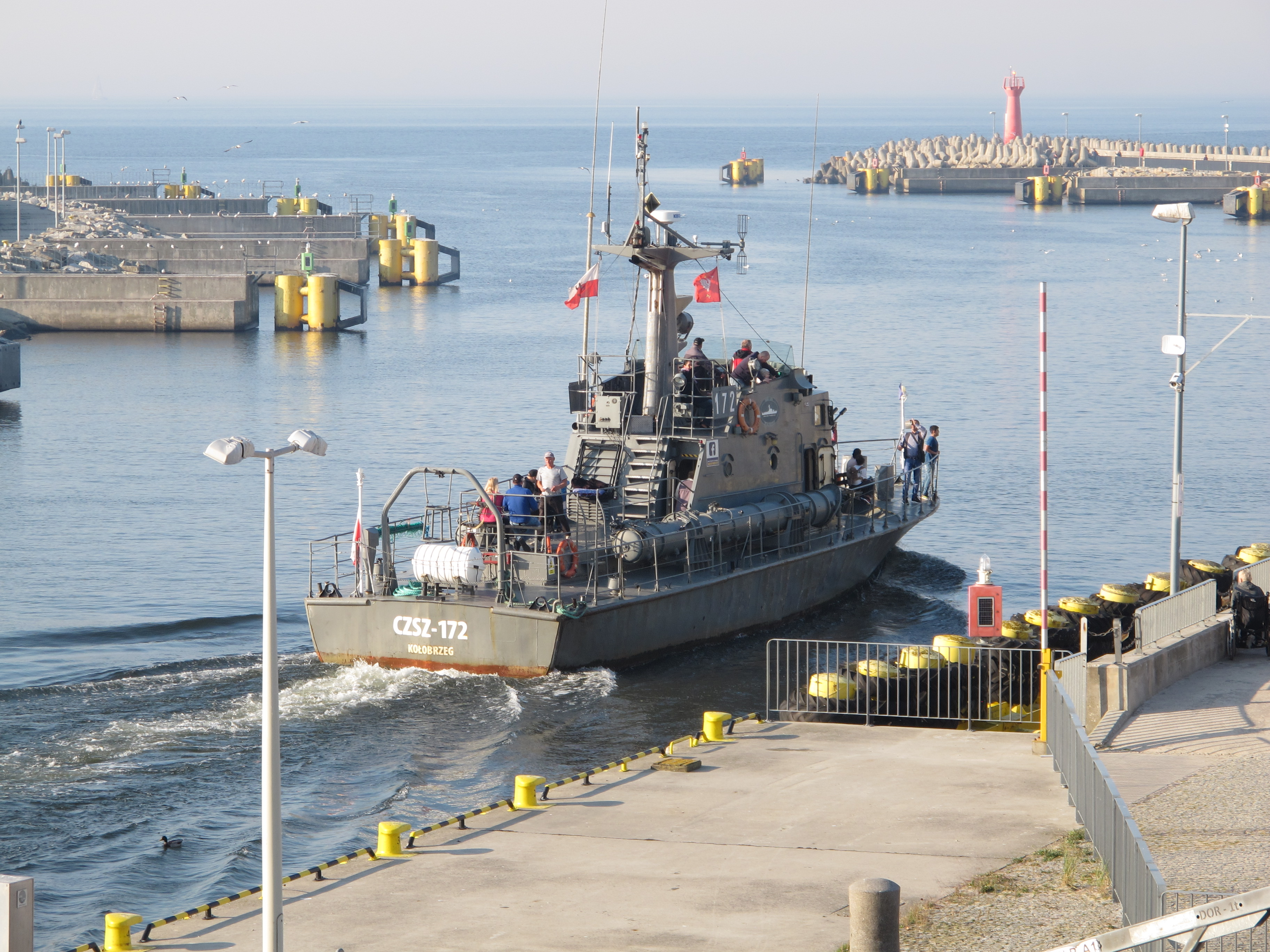
Cywilny Czsz-172, dawny KZOP-172 wychodzi z portu w Kołobrzegu

Pierwsza jednostka z serii kutrów proj. 918M – KP-166 została wprowadzona do służby 23 kwietnia 1977 roku. Zasiliła ona Morską Brygadę Okrętów Pogranicza. Kolejne dwie jednostki z serii: KP-167 oraz KP-168 wprowadzono do służby 28 stycznia 1978 roku, natomiast jednostki KP-169 i KP-170 eksploatację rozpoczęły odpowiednio w 1979 i 1980 roku. Bandery na kutrach KP-171, 172, 173 oraz 173 podniesiono w 1982 roku, zaś dwie ostatnie jednostki: KP-175 oraz KP-176 weszły do służby w 1983 roku. Wszystkie 11 okrętów weszło w skład Morskiej Brygady Okrętów Pogranicza. W dniach 4–26 maja 1983 roku sześć okrętów proj. 918M wzięło udział w wielkich ćwiczeniach sił Marynarki Wojennej o kryptonimie Reda-83. Kutry rozlokowano w Kaszubskim i Bałtyckim Dywizjonie Okrętów Pogranicza. Oba dywizjony należały do Marynarki Wojennej i jednostki proj. 918M w ich składzie znajdowały się do 1991 roku, kiedy to rozformowano MBOP. Jako okręty najbardziej wartościowe, o największej wartości bojowej jakie służyły w MBOP, nie zostały przekazane przez Marynarkę Wojenną do nowo sformowanego Morskiego Oddziału Straży Granicznej, lecz zachowała je w swoich strukturach. W tym celu utworzono 16 Dywizjon Kutrów Zwalczania Okrętów Podwodnych, którego miejscem stacjonowania był port wojenny w Kołobrzegu. Jednostka ta wchodziła w skład 8. Flotylli Obrony Wybrzeża w Świnoujściu. Po przejęciu jednostek w skład 16 Dywizjonu KZOP, zmieniono początek ich nazw z „KP” (Kuter Patrolowy) na „KZOP” (Kuter Zwalczania Okrętów Podwodnych), zachowując przy tym ich dotychczasowe numery burtowe.  
Podczas służby w strukturach MBOP do zadań okrętów należało patrolowanie granic morskich państwa, pełnienie dyżurów bojowych i dozorowych oraz w wypadku wojny – wykrywanie i zwalczanie okrętów podwodnych. W siłach 16 Dywizjonu ZOP głównym zadaniem stawianym przed kutrami dalej pozostało zwalczanie, poszukiwanie i śledzenie okrętów podwodnych, jednak dodatkowo, prócz misji dozorowych i patrolowych, okręty te przeznaczone były do prowadzenia obserwacji wzrokowej w zakresie obrony przeciwminowej, rozpoznania chemicznego i dozymetrycznego, pozorowania radiolokacyjnego oraz transportu i zabezpieczania prac grup płetwonurków.
Proces wycofywania jednostek rozpoczęto w 2005 roku, kiedy to ze służby w Marynarce wycofano w marcu i maju łącznie 11 jednostek. 24 marca 2005 roku bandery spuszczono na kutrach KZOP-169, KZOP-173 oraz KZOP-175. 30 maja 2005 wycofano jednostki o numerach burtowych 166, 170, 172 oraz 176, natomiast ostatnie cztery okręty o numerach 167, 168, 171 i 174 wycofano ze służby 31 marca 2006 roku. Tym samym rozformowano 16 Dywizjon Kutrów Zwalczania Okrętów Podwodnych i Komendę Portu Wojennego w Kołobrzegu. Kutry proj. 918M zostały zastąpione przez okręty działającego wówczas Dywizjonu Okrętów Zwalczania Okrętów Podwodnych: korwetę ORP „Kaszub” oraz dwie fregaty typu Oliver Hazard Perry – ORP „Gen. K. Pułaski” i ORP „Gen. T. Kościuszko” wraz z śmigłowcami pokładowymi SH-2G Super Seasprite.
Okręty po wycofaniu ze służby zostały sprzedane przez Agencję Mienia Wojskowego w 2009 roku. Kuter KZOP-172 przeszedł w ręce cywilne i po zakończonym procesie demilitaryzacji oraz przebudowie, pływa pod nazwą Czsz-172 jako statek turystyczny.

### Ocena jednostek
Jednostki projektu 918M jak i ich patrolowe pierwowzory projektu 918 były jednostkami bardzo udanymi, charakteryzującymi się dużymi możliwościami jak na swoją klasę oraz zastosowaniem innowacyjnych rozwiązań. Jednocześnie za zaletę oraz wadę tych okrętów uznaje się ich małe rozmiary – dzięki temu okręty te nie stanowiły ważnego celu do zniszczenia, a dzięki niewielkiemu zanurzeniu, załoga była w stanie uciec na płytsze wody w razie zagrożenia lub oczekiwać na nich w ukryciu do czasu otrzymania informacji o wrogich jednostkach podwodnych na danym obszarze. Jednak małe rozmiary i wyporność ograniczały ich dzielność morską. Mimo że okręty przystosowane są do pływania przy sile wiatru do 5° skali Beauforta, to problemy z ich eksploatacją na morzu pojawiają się już przy stanie morza wynoszącym 2. Kolejnymi wadami wynikającymi z małych rozmiarów były ograniczona autonomiczność wynosząca 5 dób oraz brak zapasowych torped, przy czym niwelowała je możliwość zaopatrywania jednostek w Punktach Zaopatrzeniowych Okrętów oraz Punktach Manewrowego Bazowania, zbudowanych na bazie pływających pomostów. Wadą wynikającą także z ograniczonych rozmiarów było uzbrojenie artyleryjskie okrętów w postaci początkowo armaty 2M-3M, zastąpionej przez zestaw ZU-23-2M Wróbel. Oba zestawy zapewniały ograniczoną możliwość zwalczania celów nawodnych i powietrznych, przez co jednostki te wymagały zapewnienia osłony przeciwlotniczej przez inne własne lub sojusznicze okręty, bądź przez samoloty myśliwskie.
Dużą zaletą jednostek było zastosowanie na ich pokładach opuszczanej stacji hydrolokacyjnej oraz wyrzutni torpedowych z nowoczesnymi jak na owe czasy torpedami, co było dosyć rzadkim rozwiązaniem jak na jednostki tej wielkości. Było to też skuteczniejsze od używania grawitacyjnych bomb głębinowych. Użyta stacja hydrolokacyjna zapewniała duże prawdopodobieństwo wykrycia celu i obok okrętów ORP „Kaszub” i ORP „Warszawa” były to jednostki o największych możliwościach zwalczania okrętów podwodnych w Marynarce Wojennej. Część autorów uważa, że kutry projektu 918M były jednymi z najważniejszych jednostek w Marynarce Wojennej.